# Caliciviridae

Os calicivírus, membros da família Caliciviridae, são um grupo de vírus de genoma de RNA simples de sentido positivo (usado directamente na síntese das proteínas). Não possuem envelope bilípidico e são extremamente resistentes. Causam gastroenterites limitadas com diarreia, vómitos, dor abdominal e nauseas, após transmissão em comida, objectos ou água infectada com vírus proveniente de fezes. O tratamento é pela administração de muita água com um pouco de sal e açúcar, para restabelecer os líquidos e electrólitos perdidos na diarreia. Prevenção pelas medidas de higiene, no entanto em crianças é comum mesmo em ambientes higiénicos. Há também os calicivirus animais que podem causar doença hemorrágica, vesicular ou respiratória, e podem infectar coelhos e lebres, suínos e mamíferos marinhos e felinos respectivamente.